# Joseph Parrocel

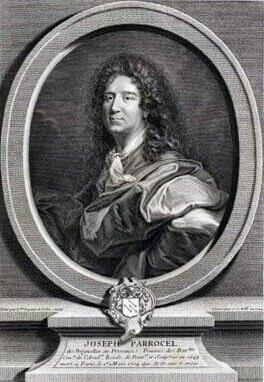
Joseph Parrocel

Joseph Parrocel, kallad Parrocel de Batailles, född 3 oktober 1646, död 1 mars 1703, var en fransk konstnär. Han var far till Charles Parrocel och farbror till Ignace Parrocel och Pierre Parrocel.
Parrocel var son till den under 1600-talets mitt framträdande religiöse målaren Barthélemy Parrochel. Han blev lärjunge till Guillaume Courtois och utförde en mängd bilder från Ludvig XIV:s fälttåg.

## Galleri

Ryttarporträtt målat av Joseph Parrocel på Madame La Comtesse de Saint Geran, 1670-tal. Skoklosters slott.
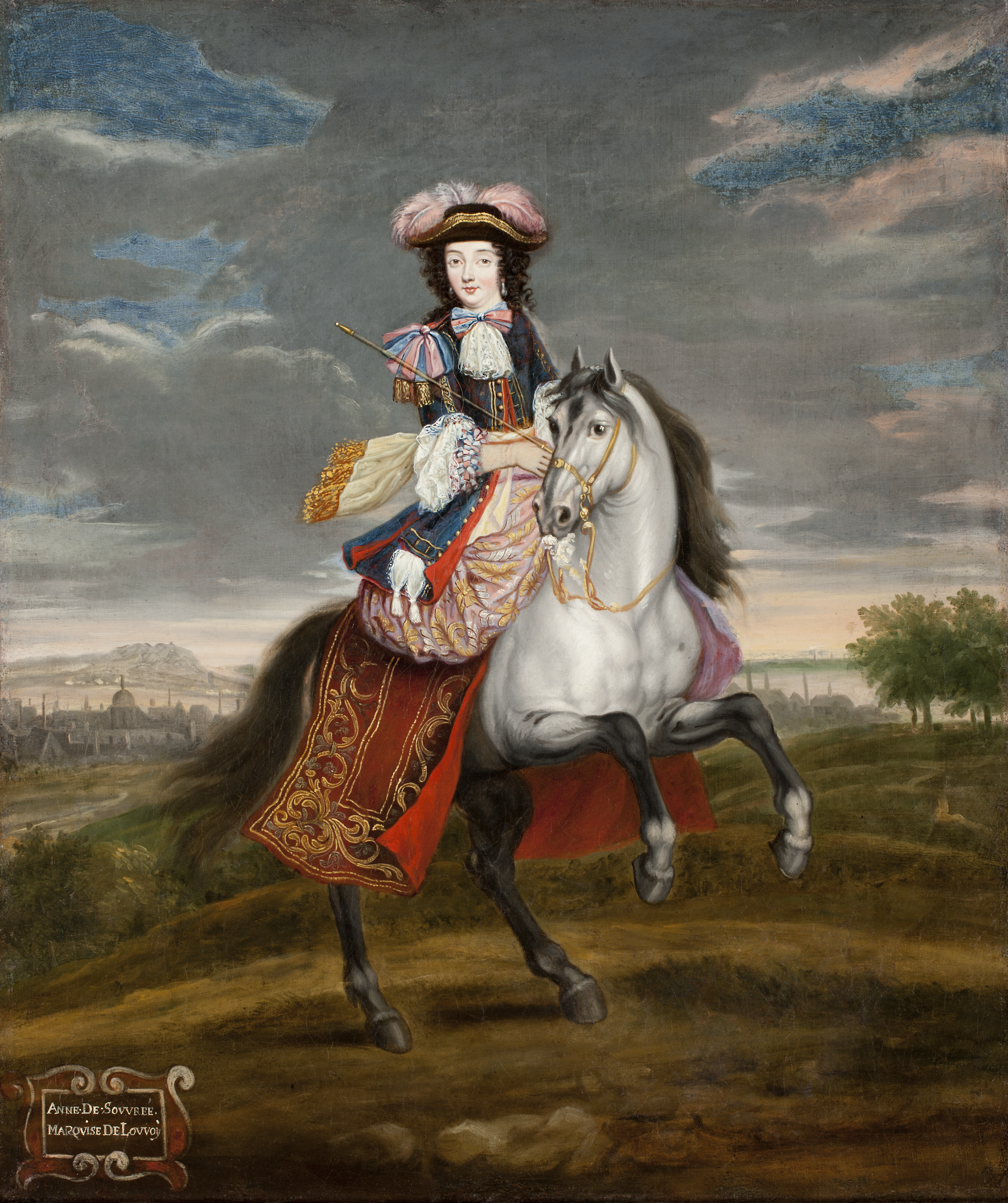
Porträtt på Anne de Souvree, 1670-tal. Skoklosters slott